# Atys chimera
Atys chimera is een slakkensoort uit de familie van de Haminoeidae. De wetenschappelijke naam van de soort is voor het eerst geldig gepubliceerd in 1927 door Baker & Hanna.